# 576

## Догађаји
- Византијско-сасанидски рат: Персијска војска под краљем Хозроје I пробија се кроз Кавказ у Анадолију (модерна Турска). Нападају градове Теодосиопољ и Цезареју, али су спречени. Хозроје I  је приморан да се повуче и пљачка Себастеју. На путу кући, пресреће га византијска сила под Јустинијаном (магистер милитум Истока) и тешко поражен код Мелитене. Краљевски пртљаг је заробљен, а многи Персијанци су се удавили, бежећи преко Еуфрата.
- Бадуарије, зет византијског цара Јустина II, послат је у Италију да се одупре лангобардском освајању. Он предводи прекинути контранапад против Лангобарда и убрзо након тога умире.
- Визиготи под краљем Лиувигилдом оснивају престоницу свог краљевства у Толеду, који се налази у централној Шпанији.
- Јован Бикларски извештава о паду и пустошењу трачких градова од насртаја Словена.
- Гоктурци под Тардуом прелазе Кимеријски Босфор у Крим и опседају град Пантикапеј (Украјина).
- Јињи постаје краљ корејског краљевства Сила.

## Смрти
- Анастасија Патриција
- Бадуарије
- Герман Париски